# Vilayanur S. Ramachandran
Vilayanur Subramanian Ramachandran (Madras, 10 agosto 1951) è un neuroscienziato indiano, meglio conosciuto per il suo lavoro nei campi delle neuroscienze del comportamento e della psicofisica.
Si laurea in medicina allo Stanley Medical College a Madras, in India, e il Ph.D. al Trinity College dell'Università di Cambridge. Attualmente è professore di neuroscienze e psicologia presso l'Università della California a San Diego, direttore del Center for Brain and Cognition, e professore aggiunto di Biologia al Salk Institute for Biological Studies. Inoltre è autore di oltre 120 pubblicazioni scientifiche.
Scrive per Scientific American ed è apparso nei documentari PBS. La rivista Newsweek lo ha definito una delle "cento persone più importanti del nostro secolo."
È sposato con Diane Rogers-Ramachandran e ha due figli, Mani e Gaia.

## Biografia

### Studi
Si laurea nel 1974 in medicina allo Stanley Medical College di Madras, in India, dove si è specializzato in chirurgia. Dopo la laurea, si trasferisce presso l'Università di Cambridge, dove studia psicofisica umana e neurofisiologia, sotto la direzione di David Whitteridge, e conseguito nel 1978 il Ph.D. In seguito, fino 1981, ha condotto la ricerca post-dottorato al CalTech, sotto la direzione di Jack Pettigrew. Nel 1983 è stato nominato professore assistente all'Università della California, San Diego, diventando ordinario nel 1998.

### Carriera scientifica
Il lavoro scientifico di Ramachandran si divide in due fasi. Dal 1972 fino alla fine degli anni '80,  è incentrato quasi esclusivamente sulla percezione visiva, utilizzando i metodi della psicofisica. Tali ricerche gli permisero di comprendere che cosa una persona vedesse a partire da quanto raccontava. Nella seconda metà della sua carriera, Ramachandran ha rivolto la sua attenzione verso la neuropsicologia cognitiva e, in particolare, verso un insieme di sindromi neurologiche poco studiate.
Nel corso della sua carriera scientifica ha pubblicato oltre 120 articoli. Venti di questi sono apparsi sulla prestigiosa rivista scientifica Nature, e molti altri sono apparsi in riviste quali Science, Nature Neuroscience, Perception e Vision Research. Inoltre, è autore di due libri divulgativi, Phantoms in the Brain  (1998, con Sandra Blakesee) e A Brief Tour of Human Consciousness  (2003), e redattore della Encyclopedia of the Human Brain(2002). È anche autore, con sua moglie Diane Rogers-Ramachandran, della rubrica bimensile "Illusions" su Scientific American Mind.
È membro dello All Souls College di Oxford, del Neuroscience Institute (La Jolla, CA), e dell'Institute for Advanced Studies in Behavioral Sciences alla Stanford University.
È stato insignito di un dottorato onorario dal Connecticut College, della medaglia d'oro dalla Università Nazionale Australiana, della medaglia Kappers Ariens dall'Accademia reale olandese delle Scienze, e del Presidential Lecture Award dall'Accademia Americana di Neurologia.
Nel 2012 ha ricevuto il premio Scienza e letteratura Merck-Serono per il libro L'uomo che credeva di essere morto e altri casi clinici sul mistero della natura umana

#### Psicofisica della visione
Ramachandran ha iniziato la sua carriera scientifica già mentre studiava medicina, osservando fenomeni quali la visione stereoscopica, ovvero il modo in cui il cervello combina l'informazione proveniente dai due occhi per consentirci di percepire la profondità. Notò infatti che la sensazione di profondità può essere generata utilizzando stereogrammi a punti casuali anche se le due immagini erano in condizione di rivalità a causa dei diversi filtri colorati posti davanti a ogni occhio. Questo lavoro, il primo di Ramachandram, è stato pubblicato su Nature nel 1972.
Ramachandran continuò a osservare il funzionamento del nostro sistema percettivo visivo, includendo nel suo campo d'interesse il movimento apparente (con Stuart Anstis), la ricostruzione della forma dall'ombreggiatura (shape-from-shading), e le interazioni tra colore e movimento (in collaborazione con Richard Gregory). La maggior parte delle sue illusioni visive, con brevi spiegazioni circa il loro funzionamento, sono disponibili sul suo sito web.

#### L'esperimento di Booba e Kiki
In un esperimento psicologico (ispirato al precedente Takete e Maluma di Wolfgang Köhler), viene chiesto ad un gruppo di persone di decidere a quale di due immagini assegnare il nome Booba (leggi buba) e a quale Kiki. Dal 95% al 98% delle persone scelgono Kiki per la figura con gli spigoli, Booba per quella tondeggiante.
Si pensa che questo abbia implicazioni per lo sviluppo del linguaggio; infatti, i nomi scelti per le cose non sono frutto di una decisione arbitraria ma di somiglianze (fisiche ecc.) La figura tondeggiante è spesso chiamata Booba perché questa parola fa sì che le labbra formino un'apertura circolare, mentre avviene il contrario per il suono Kiki, dove il suono della "K" è più duro e forzato di quello della "B", appunto.
Da notare anche che nell'alfabeto romano la "K" e la "I" hanno una forma piena di linee intersecate che formano spigoli, mentre la "B" e la "O" sono forme tondeggianti.

## Opere
- Vilayanur S. Ramachandran, Sandra Blakesee, La donna che morì dal ridere e altre storie incredibili sui misteri della mente umana, Milano, Mondadori, 1998, ISBN 88-04-45889-5.
- Vilayanur S. Ramachandran, Che cosa sappiamo della mente, Milano, Mondadori, 2004, ISBN 88-04-55151-8.
- (EN) Vilayanur S. Ramachandran, Encyclopedia of the Human Brain, Academic Press, 2002, ISBN 0-12-227210-2.
- (EN) Vilayanur S. Ramachandran, A Brief Tour of Human Consciousness : From Impostor Poodles to Purple Numbers, New York, Pi Press, 2004, ISBN 0-13-187278-8.
- Vilayanur S. Ramachandran, L'uomo che credeva di essere morto e altri casi clinici sul mistero della natura umana, Milano, Mondadori, 2012, ISBN 88-04-61587-7.